# 王子杰 (企業家)
王子杰（1963年—），日籍華人，游戏电子业企业家，久游网董事局主席兼总裁。現丝芭传媒总裁，于2012年与AKS合作成立SNH48。

## 生平
生于1963年，祖籍浙江宁波，生于上海，持日本国国籍。毕业于上海复旦大学数学系后留学日本，在日本同志社大学获得硕士学位。
2003年，在上海创立久游网，出任董事长兼CEO，而成亚洲知名数字互动娱乐技术专家和IT业企业家。久游网是中国大陆第一家互动娱乐门户网站。2013年2月传出离职消息，后澄清。现任SNH48 GROUP 集团董事长。同时担任上海市信息服务业行业协会副理事长，并兼任上海市互动娱乐专业委员会副主任委员。

## 开发游戏
《超级舞者》、《超级乐者》、《疯狂飚车》等。